# گمینا گووواچوو
گمینا گووواچوو (به لهستانی:  Gmina Głowaczów) یک گمینا در لهستان است که در شهرستان کوژنگتسه واقع شده‌است. گمینا گووواچوو ۱۸۶٫۲۶ کیلومتر مربع مساحت و ۷٬۲۹۲ نفر جمعیت دارد.